# Swift megye
Swift megye az Amerikai Egyesült Államokban, azon belül Minnesota államban található. Megyeszékhelye és legnagyobb városa Benson. Lakosainak száma 9838 fő (2020. április 1.). Swift megye Stevens, Chippewa, Pope, Kandiyohi, Big Stone és Lac qui Parle megyékkel határos.

## Népesség
A megye népességének változása:
| Lakosok száma | 9753 | 9669 | 9594 | 9546 | 9340 | 9838 |
|               | 2010 | 2011 | 2012 | 2013 | 2015 | 2020 |